# Вальдемарсвік
Вальдемарсвік (швед. Valdemarsvik) — містечко (tätort, міське поселення) на Півдні Швеції в лені  Естерйотланд. Адміністративний центр комуни Вальдемарсвік.

## Географія
Містечко знаходиться у східній частині лена  Естерйотланд за 220 км на південний захід від Стокгольма.

## Історія
Назва міста вперше згадується в 1664 році. Вальдемарсвік був торговим портом для міді та шкіри, а один з найбільших шведських шкіряних заводів розташовувався у цьому містечку.
У 1914 році чепінг (торговельне містечко) Вальдемарсвік відокремилося від ландскомуни Рінгарум.

## Герб міста
Герб було розроблено для торговельного містечка (чепінга) Вальдемарсвік: у зеленому полі срібний якір, над ним — такі ж дві укорочені нитяні вигнуті балки. Якір символізує порт Вальдемарсвіка. Вигнуті балки уособлюють чинбарські ножі. Герб отримав королівське затвердження 1947 року.   
Після адміністративно-територіальної реформи, проведеної в Швеції на початку 1970-х років, муніципальні герби стали використовуватися лишень комунами. Цей герб був 1971 року перебраний для нової комуни Вальдемарсвік.

## Населення
Населення становить 2 819 мешканців (2018). 

## Економіка
До 1960-х років у містечку працював один із найбільших шкірзаводів.

## Спорт
У поселенні базуються спортивний клуб Вальдемарсвік ІФ, який має секції футболу, хокею та інших видів спорту.

## Галерея

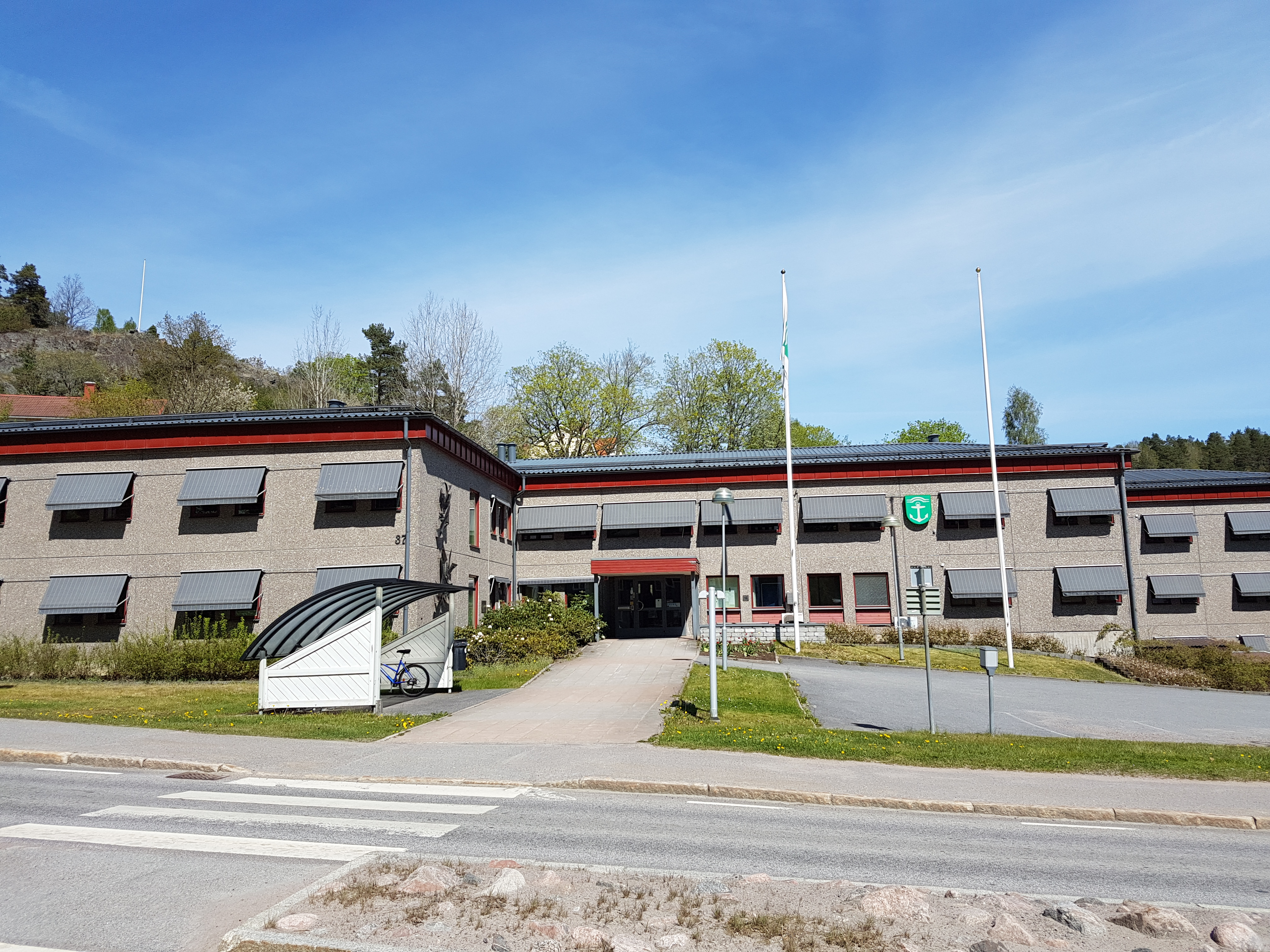
Управа комуни
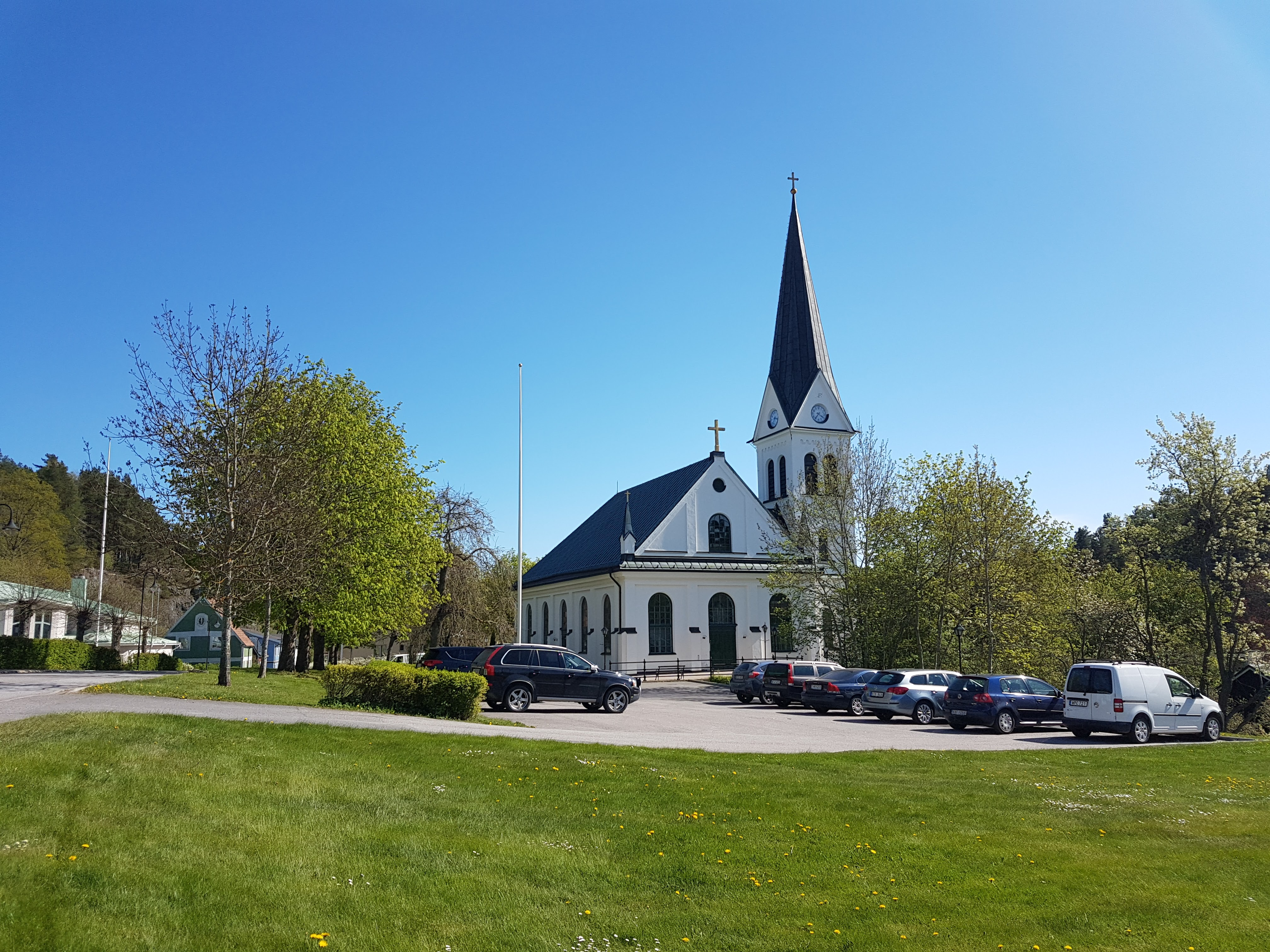
Церква
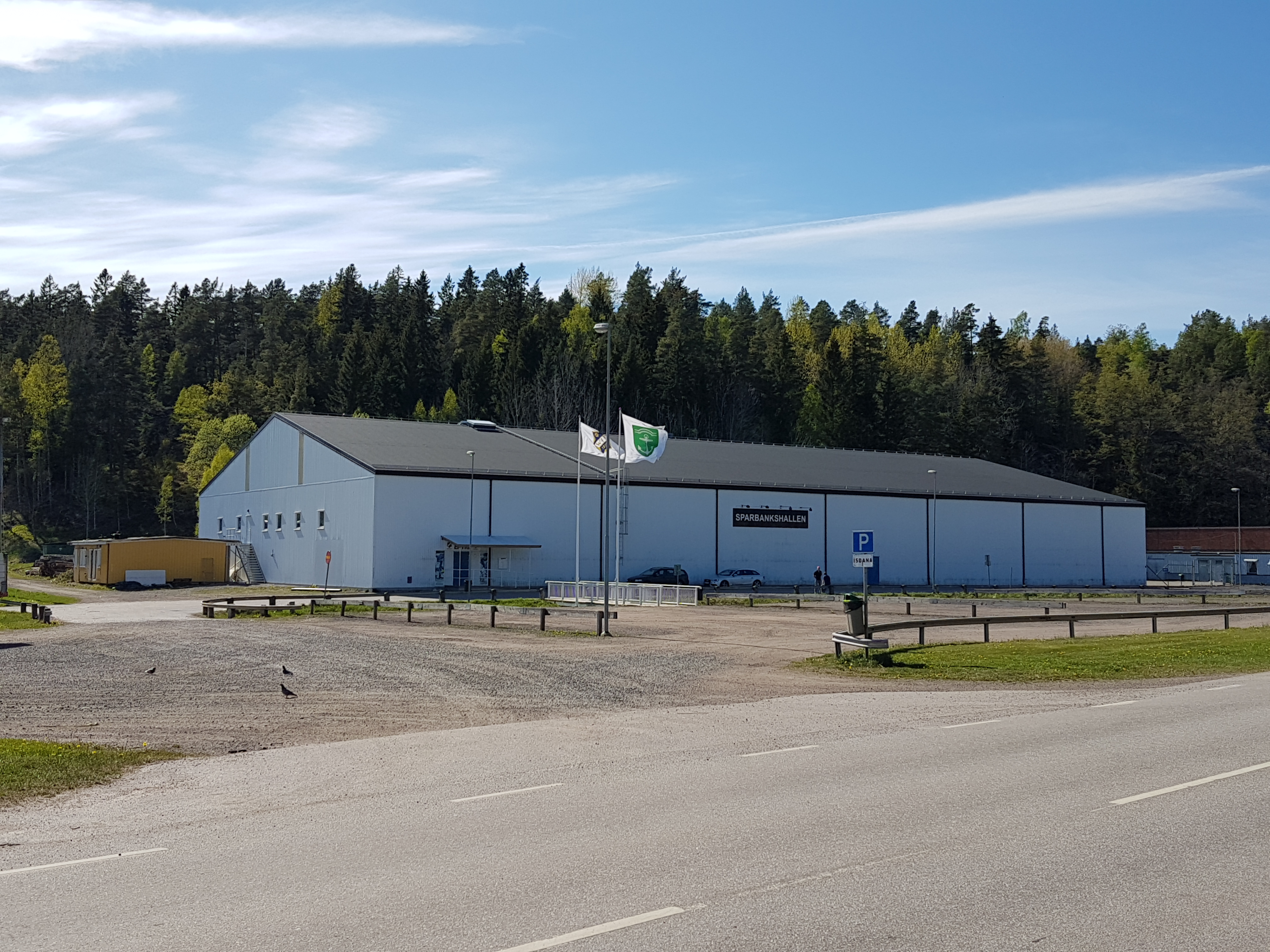
Крита ковзанка
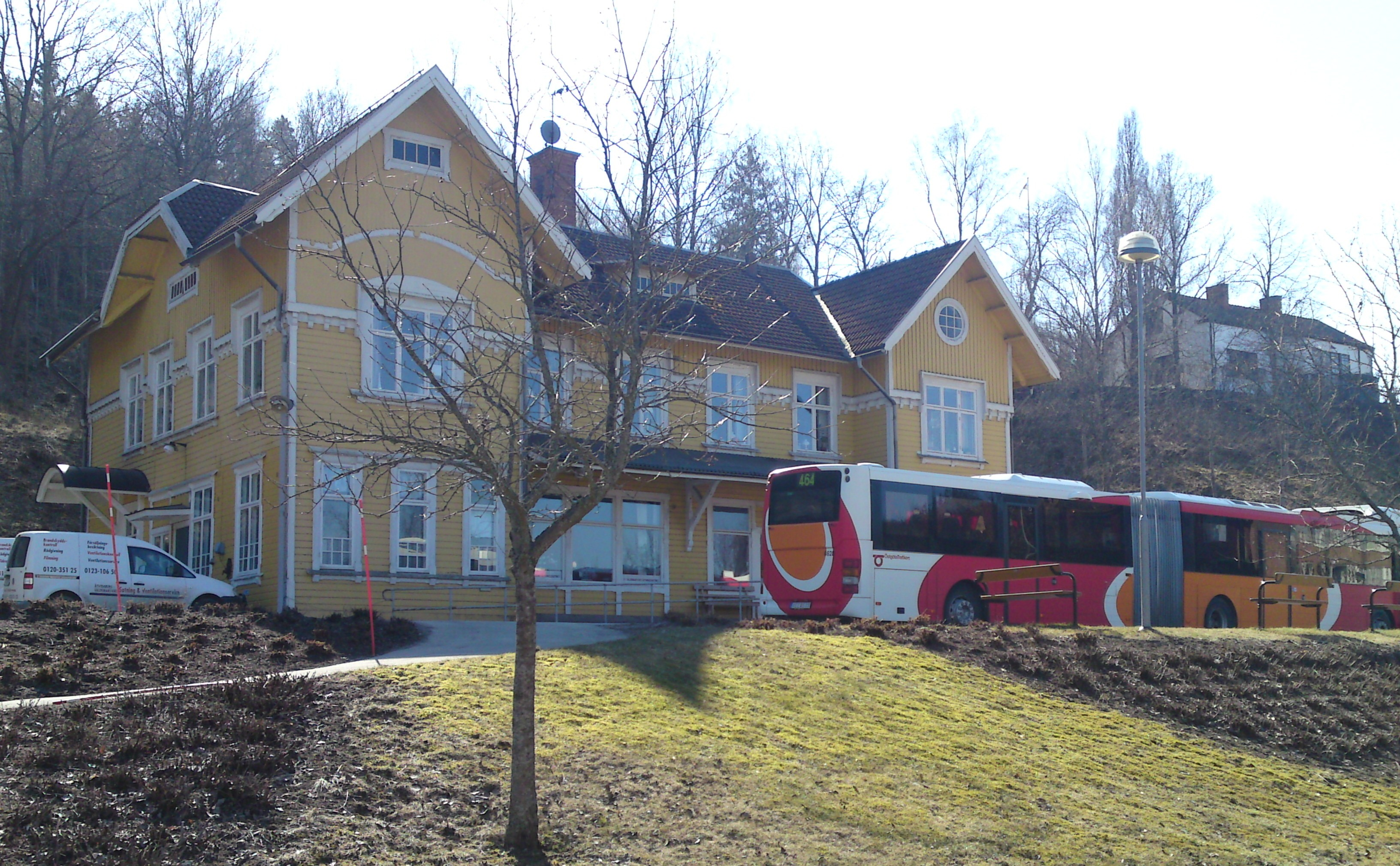
Автобусна станція

## Покликання
- Сайт комуни Вальдемарсвік [Архівовано 21 квітня 2021 у Wayback Machine.]